# عمران خان (لاعب كريكت هندي)
عمران خان (15 مايو 1973 في الهند - ) هو لاعب كريكت هندي. لعب مع فريق الكريكيت للخدمات ‏.

## وصلات خارجية
- عمران خان على موقع إي آس بي آن كريك إنفو (الإنجليزية)